# Sinum diauges
Sinum diauges is een slakkensoort uit de familie van de Naticidae. De wetenschappelijke naam van de soort is voor het eerst geldig gepubliceerd in 1974 door Kilburn.